# Синерсиг (Тимиш)
Синерсиг (рум. Sinersig) насеље је у Румунији у округу Тимиш у општини Болдур. Oпштина се налази на надморској висини од 113 m.

## Прошлост
По "Румунској енциклопедији" место се помиње 1323. године, када је његов власник Јован Дан. Постоји 1471. године као село. Власник спахилука - села је постао 1781. године Јосип Керестури.
Аустријски царски ревизор Ерлер је 1774. године констатовао да место припада округу и дистрикту Лугож. Село има поштанску станицу а становништво је било претежно влашко.

## Становништво
Према подацима из 2002. године у насељу је живело 621 становника.

### Попис2002.
| Расподела становништва по националности 2002.‍ | Расподела становништва по националности 2002.‍ | Расподела становништва по националности 2002.‍ | Расподела становништва по националности 2002.‍ | Расподела становништва по националности 2002.‍ |
| --------------------------------------------- | --------------------------------------------- | --------------------------------------------- | --------------------------------------------- | --------------------------------------------- |
|                                               |                                               |                                               |                                               |                                               |
| Румуни                                        | Румуни                                        |                                               | 526                                           | 85,3%                                         |
| Мађари                                        | Мађари                                        |                                               | 35                                            | 5,7%                                          |
| Роми                                          | Роми                                          |                                               | 9                                             | 1,5%                                          |
| Украјинци                                     | Украјинци                                     |                                               | 47                                            | 7,6%                                          |